# Кметь, Андрей
Андрей Кметь (словац. Andrej Kmeť; 19 ноября 1841, с. Бзеница, Королевство Венгрия (ныне с. Бзеница, района Жьяр-над-Гроном, Банскобистрицкий край, Словакия) — 16 февраля 1908, г. Мартин, Австро-Венгрия) — словацкий римско-католический священник, археолог, геолог, палеонтолог, историк, ботаник, этнограф.

## Биография
Родился в многодетной семье кузнеца. Учился в школе пиаристов, затем — в духовной семинарии в г. Трнава. Служил священником.
Помимо этого, с детства интересовался естественными науками. Хотя профессионального образования не получил, был одним из первых словацких интеллектуалов, которые систематически занимались археологией. А. Кметь был одним из первых исследователей, которые занимались археологическими раскопками в Центральной Европе. Современники называли его «словацким Шлиманом». Во время своих исследований выкопал и спас скелет мамонта.

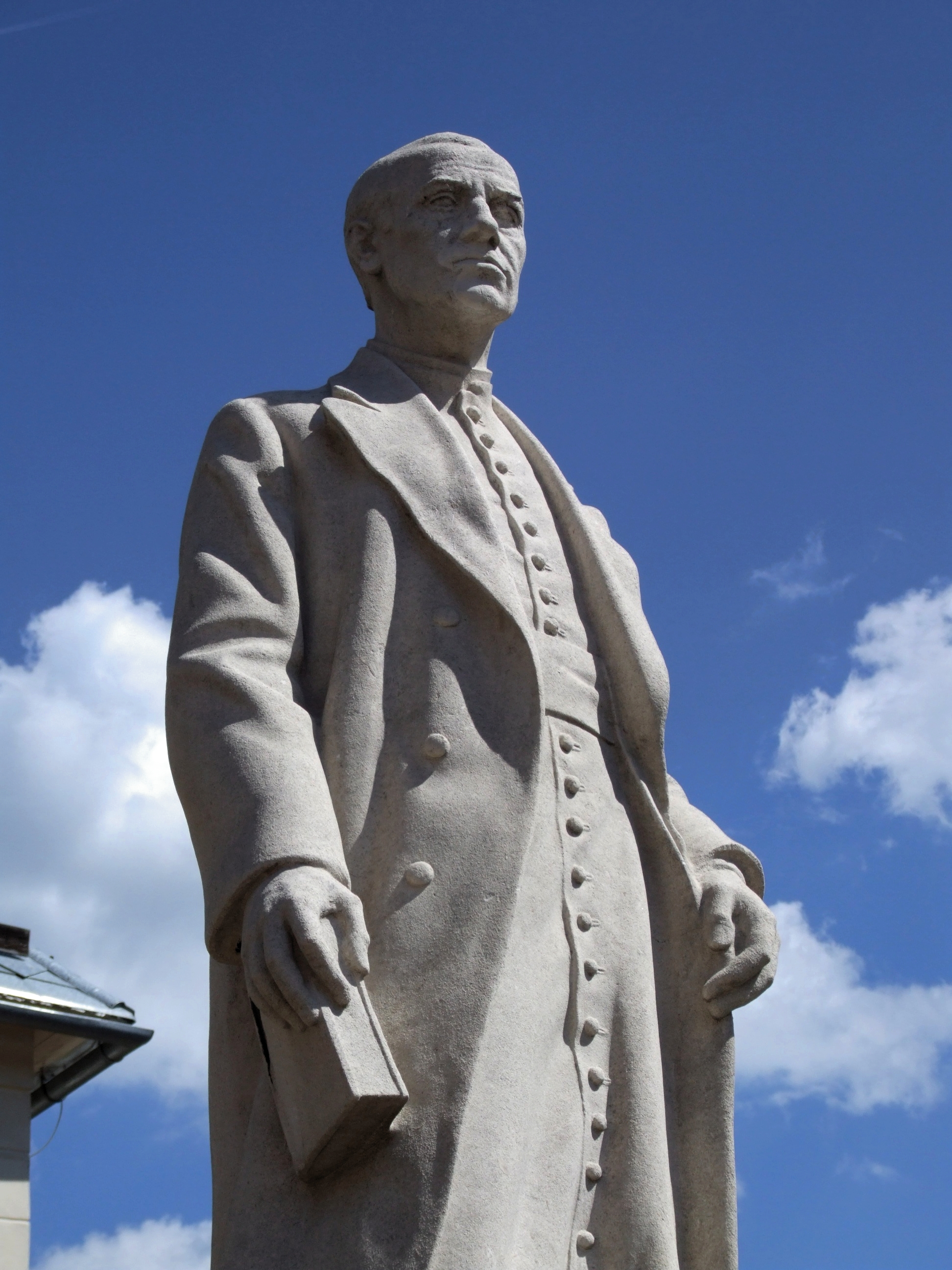
Памятник Андрею Кметю в городе Банска-Бистрица.

В области геологии, минералогии и палеонтологии сотрудничал со специалистами академии в Банска-Штьявница. Определил несколько новых видов растений и собрал гербарий из 72 000 образцов, из которых 39 000 высших растений (около 6000 роз). Им собрана коллекция семян, содержащая 1733 образца, принадлежащих к 516 видам. В его честь названо около 40 растений и грибов. Гербарий хранится в Словацком Народном музее.
Занимался сбором фольклорных и этнографических материалов.
В 1892 году А. Кметь основал Словацкое научное общество, которое позже стало основой Словацкой академии наук.
Известен также острой критикой алкоголизма.
Андрей Кметь похоронен на пантеоне выдающихся личностей Словакии — Народном кладбище в г. Мартине.